# Порт Місяця
Порт Місяця (фр. Port de la Lune) — історичний центр міста Бордо. Назва походить від вигину річки Гаронни, на берегах якої стоїть місто. Півмісяць на гербі міста Бордо є символом цього вигина.
Порт Місяця є унікальним міським і архітектурним ансамблем епохи Просвітництва, ідеали якої були актуальними в першій половині XX ст. Бордо — друге після Парижа місто Франції за кількістю пам'яток архітектури, які охороняються державою. Протягом більш ніж 2 000 років він відігравав важливу роль у відносинах і обмінах між різними країнами: особливо в XII ст. — між Великою Британією та Нідерландами. З початку XVIII в. містобудівні та архітектурні плани створюють тут унікальний ансамбль класицизму і неокласицизму, надаючи місту неповторної урбаністичної гармонії. Містобудівний вигляд Бордо відображає ідеали філософів, які мріяли перетворити міста в осередки гуманізму, культури, обмінів духовними ідеалами.

## Історія
За витончений вигин річки Гаронни Бордо називають Портом Місяця. Кілька тисячоліть це місто було Меккою для торговців. Вважається, що першими цю землю заселили кельти, а в 56 році до н. е. місто Бордо, яке в ті часи називалось Бурдігала, стало важливим комерційним центром стародавніх римлян. До цього дня в місті збереглися руїни величезного давньоримського амфітеатру, що вміщав 17 тисяч глядачів. Після падіння Римської Імперії місто неодноразово переходило з рук в руки. З 1154 по 1453 роки воно належало Англії, оскільки Елеонора Аквітанська вийшла заміж за графа, що згодом став англійським королем Генріхом II. Нарешті, в 1462 році король Людовик XIV проголосив Бордо частиною французької держави.
Близькість до річки Гаронни і Атлантичного океану забезпечила Бордо статус великого комерційного і торгового центру, а його жителям — можливість культурного обміну з представниками інших держав. З Бордо експортувалися мільйони барелів знаменитого місцевого вина, завдяки чому місто активно росло і розвивалося. Крім того, Бордо було пов'язане з Англією, з так званими Нижніми землями (на території яких зараз знаходяться Бельгія, Люксембург і Нідерланди) і з Іспанією через один з найважливіших торгових шляхів, яким до міста раз у раз приходили люди, приносячи цінності та ідеї з інших частин світу.
У XVIII столітті місто процвітало, про що свідчать близько 5000 будівель в класичному і неокласичному стилях, побудовані в ті часи. Ці кам'яні пам'ятники епохи Просвітництва можна знайти в різних кварталах. Є в Бордо й інші історичні будівлі, наприклад собор Святого Андрія, який в 1096 році освятив сам Папа Урбан II, і готична базиліка Святого Михайла, побудована в 1410-х роках.
В XVIII столітті Порт Місяця в буквальному сенсі пережив свій ренесанс. Протягом того часу, понад 5000 будівель були побудовані в центрі міста, включаючи багато споруд на набережній. Місто отримало похвали з усього світу щодо своєї неймовірної міської ревіталізації. Як показують записи, він був використаний як модель для відновлення Парижа в середині XIX століття.
Бордо шанується як нове місце французького уряду під час війни 1870 р з Пруссією, а потім на початку Першої світової війни і протягом короткого часу під час Другої світової війни. Під час Другої світової війни місто було домом для італійської бази підводних човнів Королівського флоту і бази для німецьких підводних човнів. Деякі з цих підводних човнів все ще залишаються в місті.
Сьогодні в Бордо 350 будівель зараховані до Всесвітньої спадщини. Охоронна зона простягається вздовж річки Гаронни по внутрішній стороні бульварів, що охоплюють близько половини міста — 1,800 га (4500 акрів). Велика частина класичної і неокласичної архітектури, яка прибула в XVIII столітті все ще збереглася і загальний стиль міста не змінився протягом більш ніж двох століть, що робить його ідеальним кандидатом на відзнаку всесвітньої спадщини ЮНЕСКО.

## Архітектурні пам'ятки
Бордо - частина ЮНЕСКО – це архітектурний скарб. Місто багате на пам’ятки архітектури, які представляють ренесанс Бордо XVIII століття.
Коли почалася реконструкція, було прийнято рішення про те, що місту потрібен оперний театр. Таким чином, Великий театр був побудований. Знадобилося сім років, щоб закінчити цей приголомшливий неокласичний будинок з 12 коринфськими колонами, який вміщує близько 1100 гостей. Над колонами 12 примітних статуй, які являють собою дев'ять муз і три додаткові богині. Великий театр залишається найстарішим оперним театром з дерев'яним обрамленням в Європі. Він був відремонтований в 1991 році, було відновлено його багатий синій і золотий інтер'єр.
Palais Rohan був побудований для архієпископа Бордо на початку 1771 року і був завершений через 13 років. Передні і задні фасади будівлі ідентичні і включають в себе центральні портики, що вказують на стилі тієї епохи. Всередині палац має парадні сходи, салони, що показують скульптурні вироби з дерева, і їдальня.
Будинки на набережній — просто скарб. Місцевий уряд вирішив, що має важливе значення реставрація пам'яток архітектурі в цій частині міста, оскільки це перше, що бачать гості при наближенні до міста. Центральним є місце Бурс (він же Place Royale), з його симетричними палацовими фасадами, які відображаються в дзеркалі води. Особливо це захоплююче видовище в нічний час, коли споруда повністю освітлена.
Також варто відвідати громадський сад, створений в той же період. Відвідувачі входять через красиві ковані залізні ворота в зелений оазис, який є ідеальним місцем для відпочинку і насолодження сонцем. Крім квітів і дерев, тут розташований музей природної історії в парку, а також ряд скульптур і інших відомих пам'яток.
Серед архітектурних пам'яток найвизначнішими можна назвати:
- Площа Біржі[fr] (Place de la Bourse)
- Отель де Лаботтьєр (Hotel de Labottiere)
- Міська ратуша (Hotel de Ville)
- Палац Рогана[fr] (Palais Rohan)
- Великий театр (Grand Theatre)
- Пішохідна зона вулиці Сент-Катрін (Sainte-Catherine)
- Брама Кайо[fr] (Porte Cailhau)

## Райони Порту Місяця
Історичний центр Бордо простягається вздовж річки Гаронна. Цей монументальний архітектурний ландшафт, починаючи з XVIII і XIX століття, зокрема, відрізняється своїми масштабами та гармонійністю. Історичний центр відображає в своїй історії безперервну організацію міського простору, незважаючи на різні послідовні архітектурні впливи, особливо готики і ренесансу. І так протягом довгого часу, центр міста Бордо став унікальним і винятковим прикладом міського розвитку.
Порт Місяця в Бордо перша міська зона, класифікована як об'єкт Всесвітньої спадщини такого масштабу та складності забудови. Вона бере свою назву від місяцеподібної кривої, утвореної руслом річки Гаронни. Лівий берег порту завжди був двигуном торгівлі і процвітання в Бордо. Порт Місяця є прикладом відображення обмінів і впливів останніх 2000 років з моменту його становлення як світової столиці вина, будівництва Королівської площі (нині площі де ла біржі), створення Великого театру в XVIII столітті. Активність порту була переміщена вниз за течією в північніші передмістя, а старі ангари нещодавно зазнали реконструкції району, пішохідних доріжок і велосипедних доріжок.
Місто поділене на кілька районів:

### Район Сен-П'єр
(від площі Бурс до площі дю Парламент)
Це розташування стародавнього порту Бурдігала. П'єра, покровителя моряків, поважало все місто.
У XII столітті, доки були перенесені далі на південь. Район відновив своє життя завдяки Буше і Турні (місцеві адміністративні посадові особи), які були удостоєні честі і тягара його реставрувати. Вони відкрили область ззовні, видаливши стіни, упорядковали площу Де ла Біржі і створили дю Марше Рояль (Place Du Parlement). Фасади будинків оздоблені масками, кам'яними балконами і кованим залізом.

### Район Сен-Мішель
Район ідеальний для прогулянок пішки. Район Сен-Мішель район час «жив» уздовж річки. Його дрібні ремісники (теслі, бондарі, ковалі і зброярі) заробляли від проходу барж (плоскодонні човни) з вантажем сировини. Базиліка Сен-Мішель, збудована в готичному стилі, знаходиться в самому центрі цього «живого» району. Ринок, де збираються торговці та торгують суверінами, відбувається в понеділок і суботу вранці біля церкви.

### Сент-Круа район
Тут домінують високі вежі романського абатства, церква Сент-Круа (XII століття), область була включена в замкнений контур мурів на початку XIV століття. Цей район був домом для робочих класів шевців і гончарів. З XVII століття і надалі розвиток торгівлі з Вест-Індії виступає за будівництво цукрових заводів в області.

### Сент-Елалі район
На захід від району Сент-Круа, було побудовано район навколо парафіяльної церкви Сент-Еулалія, який був відправною точкою в паломницькому маршруті Сантьяго-де-Компостелла. Релігійна архітектура позначилась на історії цієї області, багатої архітектурними залишками. Вона включала в себе безліч монастирів та садів, відображаючи пишність епохи. Монастирі досі існують. Цей район був в основному заселений ремісниками (муляри, кожум'яки, нафтовими купцями і теслярами).

### Район Шартрон
Походження його назви походить від монастиря Шартрез, який був заснований там в 1383 році.
Активність цієї області досягла максимуму з 18 по 19 ст. Багато торговців з різних країн знайшли успіх і багатство в торгівлі вином. Сьогодні відвідувачі можуть насолоджуватися гарними кам'яними будівлями в стилі XVI Людовика, багато прикрашені кованими балконами. Ландшафтний дизайн цього міського ансамблю був створений в той час як місце для прогулянок.

### Район "Базінс à Фло" (Мокрі доки)
Різні райони зберегли значну архітектурну і міську узгодженості протягом століть. Ця ж область вступає в протиріччя з іншими. Район був включений в периметр охорони в інтересах своєї спадщини: його виробнича діяльність відзначена історією міста, завдяки його міцним зв'язкам з річкою і портом.